# Vohitany
Vohitany is een plaats en commune in het zuiden van Madagaskar, behorend tot het district Ampanihy, dat gelegen is in de regio Atsimo-Andrefana. Tijdens een volkstelling in 2001 telde de plaats 10.000 inwoners.
De plaats biedt alleen lager onderwijs aan. Ook vindt er op industriële schaal mijnbouw plaats. 70% van de bevolking werkt als landbouwer en 20% houdt zich bezig met veeteelt. De belangrijkste landbouwproducten zijn maniok en pinda's; andere belangrijke producten zijn zoete aardappelen en rijst. Verder is 9% actief in de dienstensector en heeft 1% een baan in de industrie.